# چیفتن (تانک)
چیفتن (به انگلیسی: Chieftain) نوعی تانک اصلی میدان نبرد بریتانیایی است که از سال ۱۹۶۵ وارد نیروی زمینی بریتانیا شد. هنوز نیز در نیروهای مسلح اردن و ایران از آن استفاده می‌شود.

## ساخت
طراحی چیفتن بر پایه گروهی از تانک‌های بریتانیایی انجام شد که از ماتیلدا ام‌کا ۲ در سال ۱۹۳۹ (با توپ ۴۰ میلی‌متری) آغاز شده و با تانک‌های کرامول (۵۷ و ۷۵ میلی‌متر)، کومه (۷۶ میلی‌متر) ادامه یافته و در پایان به تانک موفق سنچوریون (۷۶، ۸۳ و ۱۰۵ میلی‌متر) می‌رسد. چیفتن با پیشرفت این طرح ساخته شده و جایگزین تانک متوسط سنچوریون و تانک سنگین کانکوئرر به عنوان نخستین تانک اصلی میدان نبرد نیروی زمینی بریتانیا شد. تولید تانک چلنجر ۱ که بر پایه پیشرفت تانک چیفتن صورت گرفته بود از سال ۱۹۸۳ آغاز و در سال ۱۹۹۵ به‌طور کامل جایگزین چیفتن شد. تولید چلنجر ۲ هم در سال ۱۹۹۸ با توسعه چلنجر۱ آغاز شد. چیفتن از پیشرفته‌ترین تانک‌های عصر خود به‌شمار می‌آید که قدرتمندترین توپ و سنگین‌ترین زره را در بین همه تانک‌های آن هنگام را داشت. اما در برابر آن، توانایی تحرک و سرعت آن کاهش یافته بود.

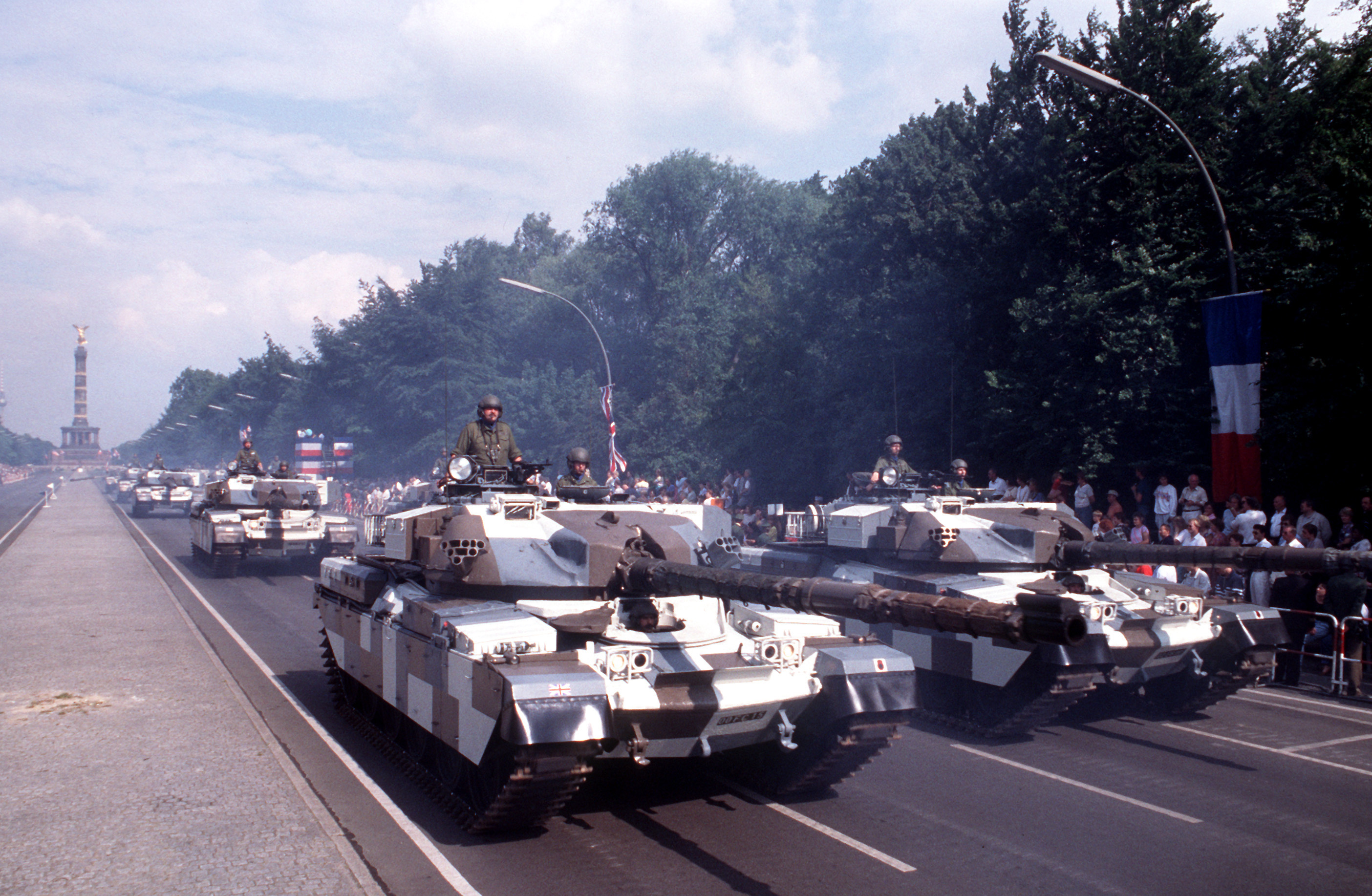
رژه نظامی چیفتن‌های نیروی زمینی بریتانیا در برلین غربی، ۱۹۸۹

## ویژگی‌ها
جنگ‌افزار اصلی این تانک یک توپ کالیبر ۱۲۰ میلی‌متری بود و زره آن در قسمت‌های مختلف بین ۳٫۸ تا ۱۹٫۵ سانتی‌متر قطر داشت. در جلو تانک و پشت قبه فرمانده از زره تکه‌تکه (Appliqué armor) نیز استفاده شده و فرمانده تانک با استفاده از چندین پریسکوپ مجهز به دوربین دید در شب دید کامل ۳۶۰ درجه به اطراف خود داشت. حفاظت کامل اتمی- میکروبی-شیمیایی از طریق سامانه تهویه هوا برای سرنشینان فراهم شده و دو پرتابگر نارنجک دودزا هر یک با ۶ لوله بر برجک تانک نصب شده بود. در سمت راست قبه فرمانده هم سامانه جستجوی فروسرخ قرار داشت.

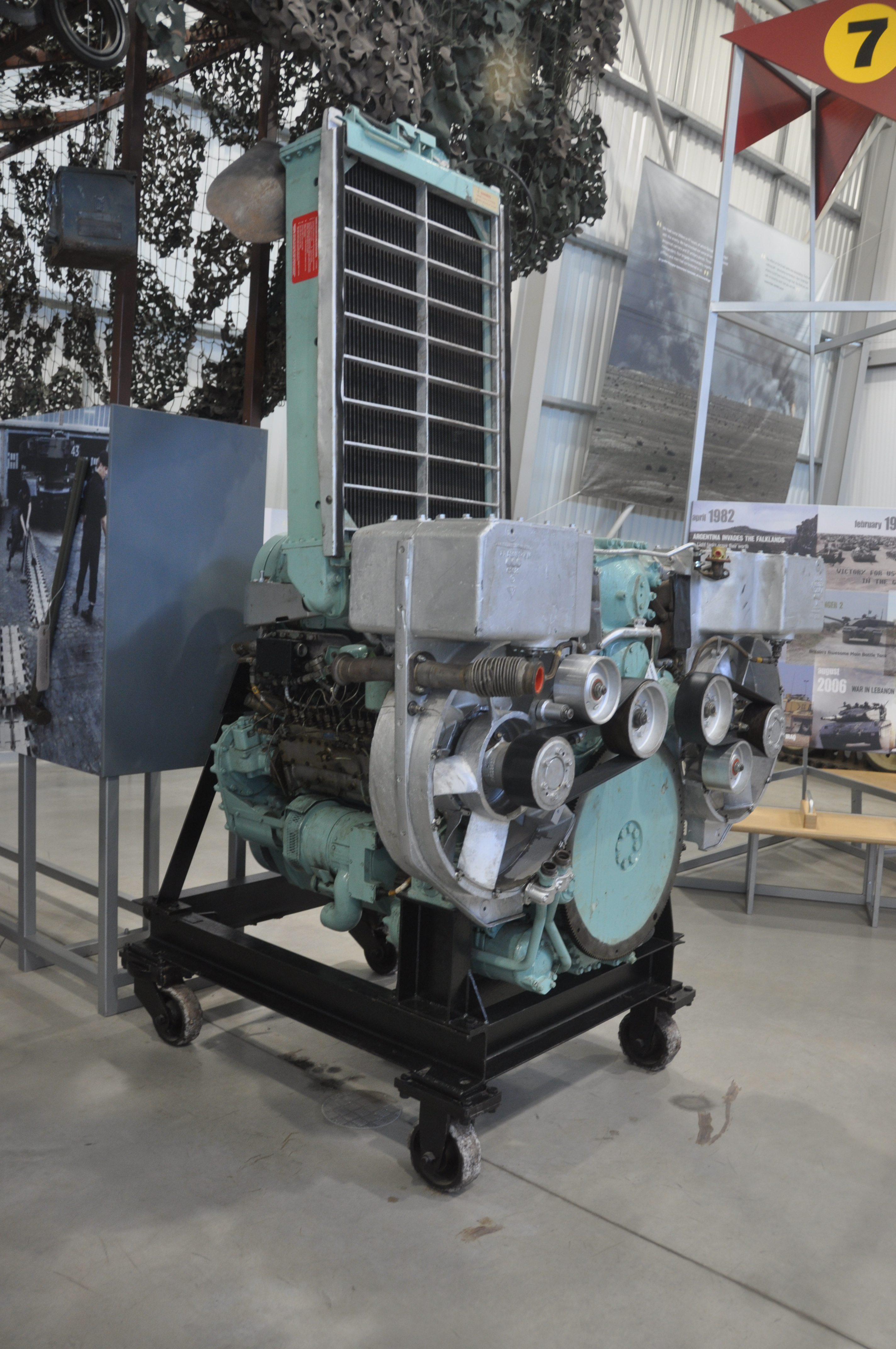
موتور لیلاند L60

از ویژگی‌های خاص چیفتن حل مشکل هدف‌گیری تانک با قرار دادن یک تیربار در کنار توپ اصلی تانک با ویژگی‌های بالستیکی همانند بود. در صورتی که گلوله این تیربار ۱۲٬۷ میلی‌متر (نیم اینچی) به هدف برخورد می‌کرد فرمانده تانک می‌توانست مطمئن باشد که گلوله تانک هم به هدف برخورد می‌کند. این تیربارها پس از نصب سامانه‌های مسافت‌یاب لیزری از روی تانک‌های بریتانیایی برداشته و با تیربار ۷٬۶۲ میلی‌متر اِل۷ جایگزین شدند. چیفتن به یک تیربار دیگر ۷٫۶۲ میلی‌متر ال۷ (مدل تولید بریتانیا اف‌ان-ام‌آژ) هم روی برجک در کنار فرمانده تانک برای دفاع ضدهوایی مسلح بود. همه تانک‌های چیفتن از سامانه کنترل آتش و هدف‌گیری کاملی برخوردار بودند که به آن‌ها توانایی شلیک دقیق توپ نیرومند خود را تا مسافت ۳ کیلومتر در وضعیت ثابت و ۲ کیلومتر در حال حرکت، می‌بخشید.
اما مشکل اصلی چیفتن موتور پیچیده و نامطمئن لیلاند ال۶۰ بود. این موتور پس از آن ساخته شد که سازمان پیمان آتلانتیک شمالی (ناتو) رهنمودی را برای لزوم استفاده همه تانک‌های ارتش‌های عضو از موتورهای چندگانه‌سوز تصویب کرد. فلسفه این قانون آن بود که در صورت بروز جنگ جهانی سوم هنگامیکه تانک‌های ناتو پیشروی خود را در خاور اروپا آغاز می‌کنند باید این توانایی را داشته باشند که برای سوخت‌گیری از هر منبعی مانند جایگاه سوخت، مخازن نفتی، و حتی فروشگاه‌ها استفاده کنند. اما پس از مدتی مشخص شد که موتوری با چنین توانایی‌ای بسیار پیچیده و تعمیر و نگهداری از آن بسیار دشوار خواهد بود. در نتیجه پس از مدت کوتاهی همه ارتش‌های ناتو این ایده را رها کرده و موتورهای دیزلی قدیمی را به آن ترجیح دادند به جز بریتانیایی‌ها که همچنان به این نظریه معتقد بوده و موتور چندگانه‌سوز ال-۶۰ را به موتورهای ساده‌تر دیزلی را ترجیح دادند.
در نتیجه این موتور با وجود توانایی استفاده از سوخت‌های گوناگون (گازوئیل، بنزین و سوخت‌های بین این دو) توان کمی داشت و با توجه به وزن بالای این تانک، توانایی تحرک آن را به ویژه در خارج از جاده محدود می‌کرد. موتور چیفتن در طول دوران فعالیت خود شاهد بهینه‌سازی‌های بسیاری بود اما مشکلات آن هیچگاه به‌طور کامل رفع نشد.

## فعالیت
چیفتن برخلاف سنچوریون که به بسیاری از کشورهای جهان صادر شد صادرات موفقی نداشت و مورد استفاده هیچ‌یک از کشورهای اروپایی قرار نگرفت. اما خریدارانی در خاور میانه پیدا کرد و به ایران، اردن، کویت، عراق و عمان صادر شد.

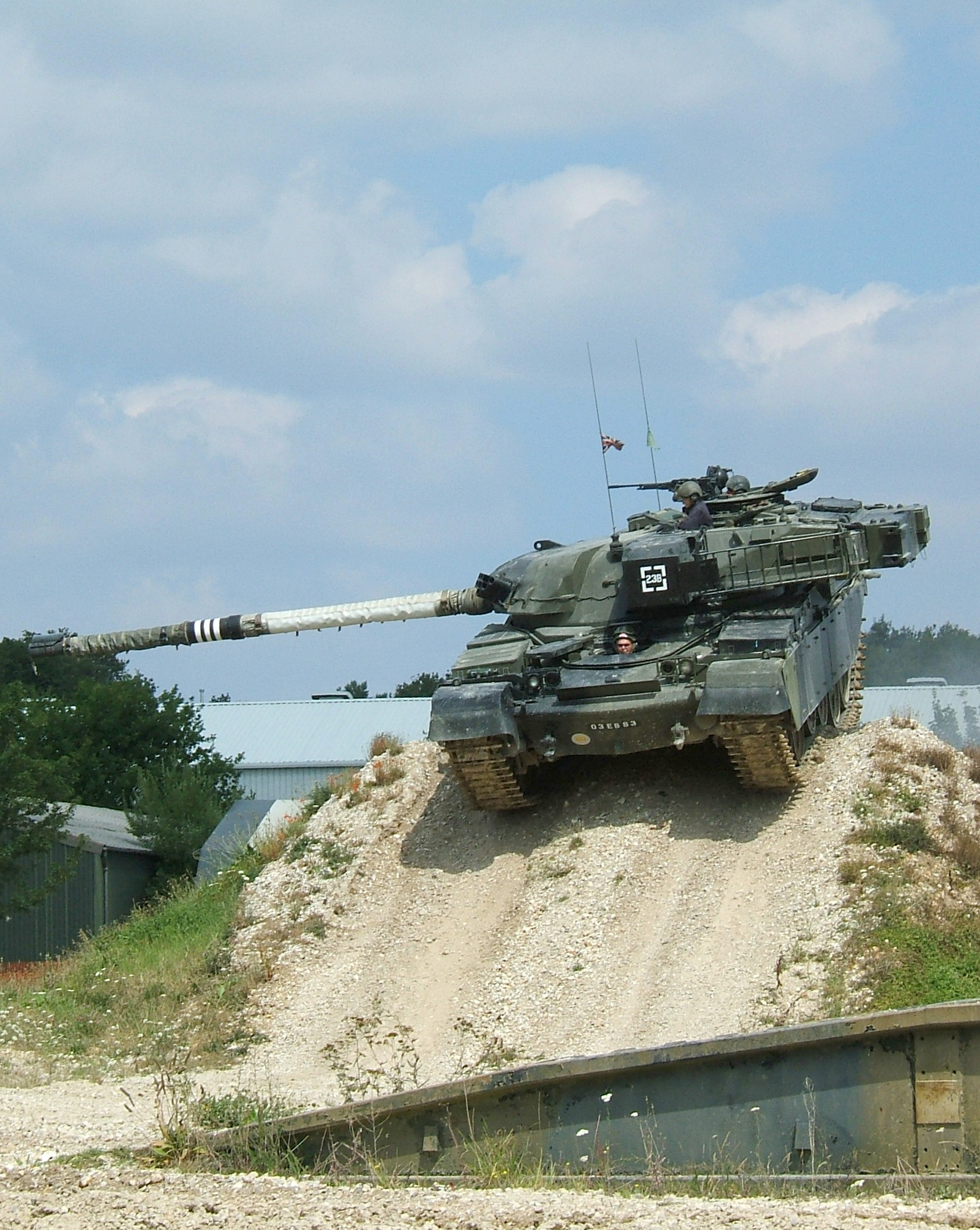
چیفتن در موزه تانک‌های بوینگتون

### ایران

#### خرید
خرید تانک چیفتن از سوی ایران از سال ۱۳۴۹ (خورشیدی) و پس از آن صورت گرفت که آلمان غربی از فروش تانک‌های لئوپارد ۱ به ایران خودداری کرد. موافقت بریتانیا با فروش این نوع تانک به ایران در حالی بود که چند سال پیش از آن، دولت بریتانیا فروش این تانک به اسرائیل و لیبی را ممنوع اعلام کرده بود. رد پیشنهاد فروش این تانک به اسرائیل و مشارکت آن‌ها در ساخت این تانک در پی فشار کشورهای عربی پس از جنگ شش‌روزه ۱۹۶۷ موجب شد تا اسرائیلی‌ها به ساخت تانک بومی مرکاوا روی بیاورند.
ایران خریدار اصلی این تانک بود که در مجموع حدود ۹۰۰ عراده شامل ۷۰۷ عراده از مدل‌های ام‌کا۳ و ام‌کا۵، ۱۲۵ تا ۱۸۹ عراده از مدل ۴۰۳۰ (شیر ایران۱)، ۴۱ عراده از مدل تعمیر و بازیابی آاروی و ۱۴ عدد از مدل پل‌گذار آوی‌ال‌بی را بین سال‌های ۱۳۵۱ تا ۱۳۵۷ خریداری کرد. هرچند قرارداد خرید حدود ۱۵۰۰ فروند از مدل پیشرفته‌تر ۴۰۳۰ این تانک‌ها معروف به شیر ایران پس از انقلاب ۱۳۵۷ ایران توسط دولت بریتانیا لغو شد در سال ۱۳۵۵ ایران برای این تانک‌ها یک میلیارد دلار آمریکا به بریتانیا پرداخت.

#### جنگ ایران و عراق
چیفتن در جنگ ایران و عراق رو در روی تانک‌های روسی نیروهای مسلح عراق، که شامل تعداد زیادی تی-۵۴/۵۵، و تعداد کمتری تی-۶۲ و تی-۷۲ می‌شد قرار گرفت و نمایش خوبی از خود به جای گذاشت. عراقی‌ها نیز با خرید ۲۹ تانک تعمیرگر چیفتن از طریق اردن، تانک‌های خود را تکمیل کردند.

### اردن
اردن از کاربران اصلی تانک است که پس از لغو سفارش ایران ۳۰۴ تانک چیفتن را در دهه ۱۹۸۰ (میلادی) خریداری کرد و هنوز نیز از این تانک‌ها به همراه تانک‌های چلنجر۱ بریتانیایی که همگی به شدت بهینه‌سازی شده‌اند به عنوان تانک‌های اصلی ارتش خود استفاده می‌کند.
مدل خالد تانک چیفتن که با لغو قرارداد ایران در اوایل دهه ۱۹۸۰ به اردن فروخته شد برخی از ویژگی‌های مدل ۴۰۳۰ شیر ایران را در خود داشت و تانک‌های چلنجر در اوایل دهه ۱۹۸۰ با بهینه‌سازی همین مدل ساخته شدند. در مدل خالد (شیر ۱) موتور تانک و چرخ‌دنده‌ها مانند چلنجر۱ هستند و سامانه کنترل آتش هم بهبود یافته و از جمله از یک رایانه بالیستیک تازه استفاده می‌کند.

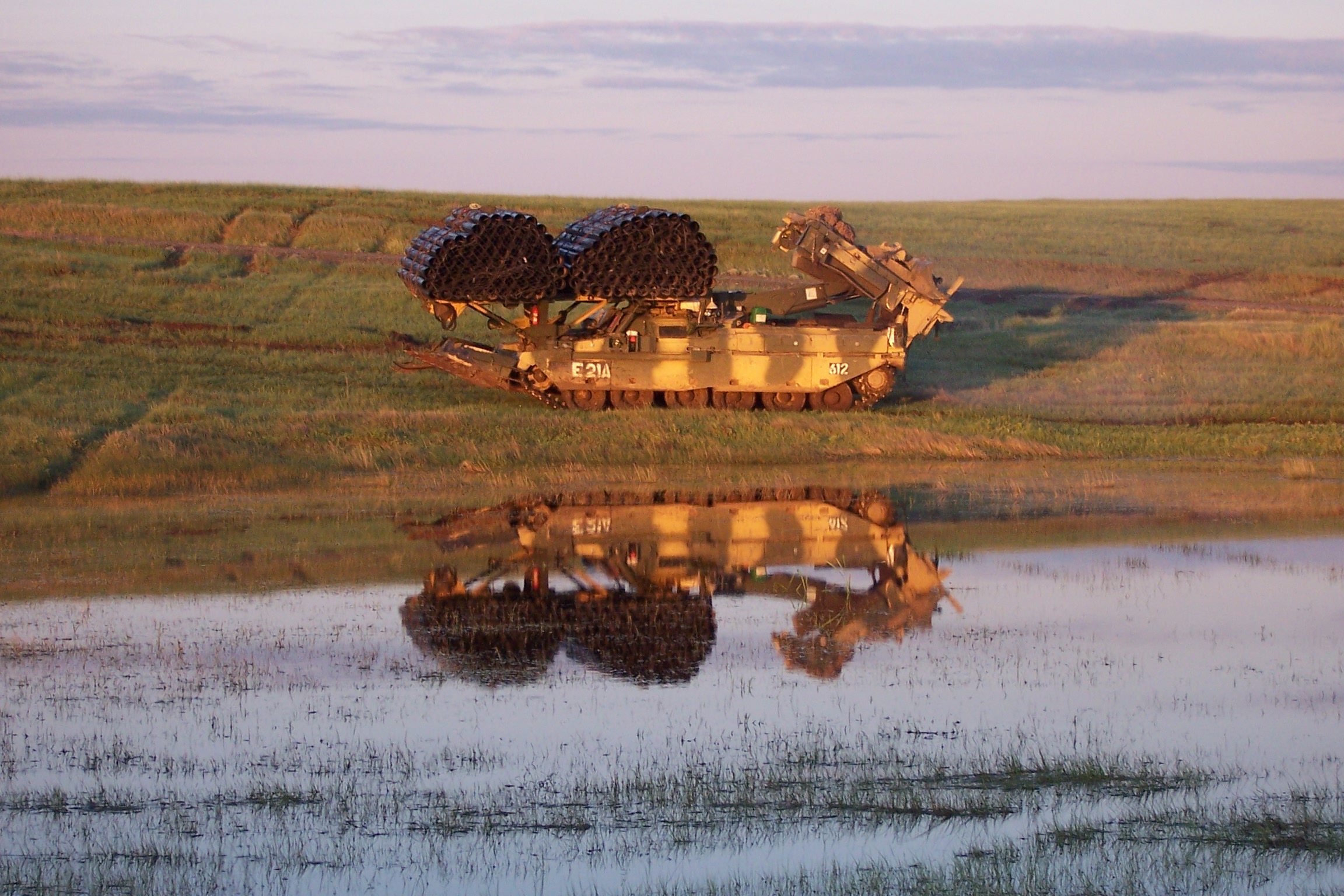
خودرو مهندسی رزمی چیفتن

## مقایسه با تانک‌های هم‌دوره

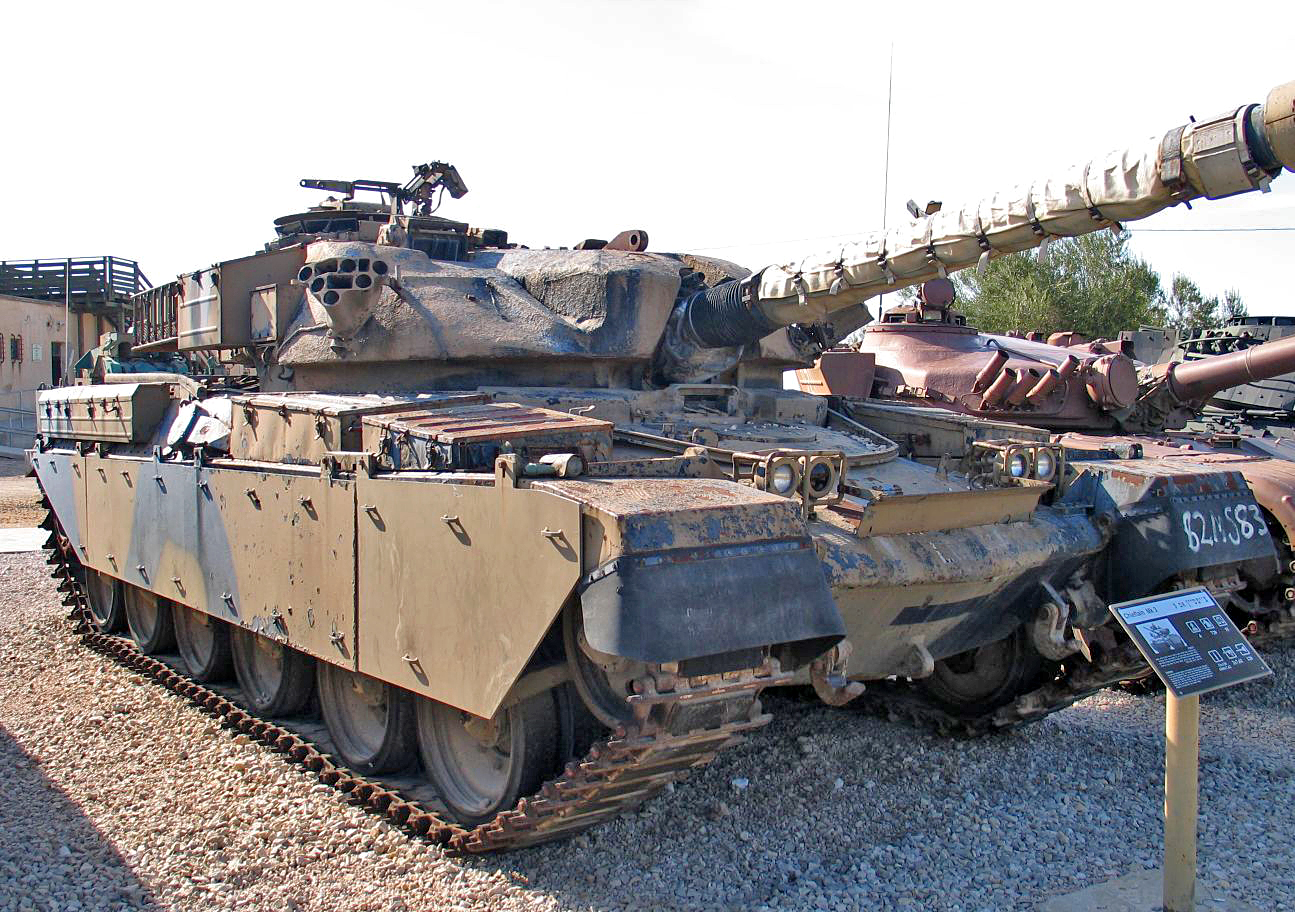
مدل ام‌کا۳

|                    | ام۶۰ آ۳ پاتون                 | لئوپارد ۱                     | آام‌ایکس-۳۰                    | تی-۵۵                          | تی-۶۲                      | چیفتن                        |
| ------------------ | ----------------------------- | ----------------------------- | ----------------------------- | ------------------------------ | -------------------------- | ---------------------------- |
| وزن                | ۵۵٫۶ تن                       | ۴۲٫۲ تن                       | ۳۶ تن                         | ۳۶ تن                          | ۴۰ تن                      | ۵۶ تن                        |
| توپ                | توپ خان‌دار ۱۰۵ میلی‌متر/۵۳ ال۷ | توپ خان‌دار ۱۰۵ میلی‌متر/۵۳ ال۷ | توپ خان‌دار ۱۰۵ میلی‌متر/۵۶ اف۱ | توپ خان‌دار ۱۰۰ میلی‌متر/۵۲ دی۲۰ | توپ بدون خان ۱۱۵ میلی‌متر   | توپ خان‌دار ۱۲۰ میلی‌متر/۵۵    |
| ظرفیت حمل مهمات    | ۶۳ گلوله                      | ۵۵ گلوله                      | ۵۰ گلوله                      | ۴۳ گلوله                       | ۴۰ گلوله                   | ۶۲ گلوله                     |
| برد عملیاتی        | ۴۸۰ کیلومتر                   | ۶۰۰ کیلومتر                   | ۶۰۰ کیلومتر                   | ۵۰۰ کیلومتر                    | ۴۵۰ کیلومتر                | ۵۰۰ کیلومتر                  |
| قدرت موتور         | ۷۵۰ اسب بخار (۵۶۰ کیلووات)    | ۸۳۰ اسب بخار (۶۲۰ کیلووات)    | ۶۸۰ اسب بخار (۵۱۰ کیلووات)    | ۵۸۰ اسب بخار (۴۳۰ کیلووات)     | ۵۸۰ اسب بخار (۴۳۰ کیلووات) | ۷۵۰ اسب بخار (۵۶۰ کیلووات)   |
| حداکثر سرعت (جاده) | ۵۰ کیلومتر بر ساعت            | ۶۲ کیلومتر بر ساعت            | ۶۵ کیلومتر بر ساعت            | ۵۰ کیلومتر بر ساعت             | ۵۰ کیلومتر بر ساعت         | ۵۰ کیلومتر بر ساعت           |
| زره (جلوی برجک)    | ۲۵۴ میلی‌متر                   | ۶۰ میلی‌متر مدور               | ۸۱ میلی‌متر                    | ۲۰۳ میلی‌متر                    | ۲۴۲ میلی‌متر                | ۱۹۵ میلی‌متر با زاویه ۶۲ درجه |
| زره (جلوی بدنه)    | ۲۶۷ میلی‌متر (در خط دید)       | ۷۰ میلی‌متر در زاویه ۶۰        | ۷۹ میلی‌متر (در خط دید)        | ۹۷ میلی‌متر در زاویه ۵۸ درجه    | ۱۰۲ میلی‌متر در زاویه ۶۰    | ۱۷۲ میلی‌متر در زاویه ۷۲ درجه |

## کاربران
- بریتانیا: از ۱۹۶۵ تا ۱۹۹۵.
- ایران: حدود ۱۰۰ عراده فعال. ۳۴۰ فروند از مدل ام‌کا۳ (نخستین مدل تأییدشده) و ام‌کا۵ (مدل نهایی)، ۳۰ فروند مدل آآروی (تانک تعمیرگر)،[۸] ۱۴ فروند مدل آوی‌ال‌بی (تانک پل‌ساز)[۹] بر پایه سفارش سال ۱۹۷۱ بین سال‌های ۱۹۷۱ تا ۱۹۷۵ تحویل داده شد. ۱۲۵ تا ۱۸۷ فروند مدل پیشرفته‌تر ۴۰۳۰ (شیر-۱) و ۱۱ فروند مدل آآروی بر پایه سفارش سال‌های ۱۹۷۴ و ۱۹۷۵ که تعداد کمی در سال‌ ۱۹۷۸ تحویل شد و مابقی سفارش‌ پس از انقلاب ۱۳۵۷ ایران لغو شد.[۱۰]
- عراق: ۲۹ مدل آاروی در سال ۱۹۸۲ از طریق اردن دریافت شد.
- اردن: ۲۷۴ تانک مدل ۴۰۳۰ با نام اردنی خالد و ۳۰ مدل آاروی پس از لغو سفارش ایران در سال ۱۹۷۹ در یک قرارداد ۲۶۶ میلیون پوندی بین سال‌ها ۱۹۸۱ تا ۱۹۸۵ دریافت شد.[۷]
- کویت: ۱۴۳ چیفتن مدل ام‌کا۵ در سال‌های ۱۹۷۸ و ۷۹ خریداری شد. ۱۷ چیفتن در سال ۲۰۰۰ در انبار. از سال ۲۰۰۵ به بعد هیچ‌یک فعال نیستند و با ام-۸۴ (مدل ساخت یوگسلاوی تی-۷۲) و ام۱ آبرامز ساخت آمریکا جایگزین شده‌اند.[۱۱]
- عمان: ۲۷ چیفتن مدل ام‌کا۵ (۱۲ تا دست دوم) بین سال‌های ۱۹۸۱ تا ۱۹۸۵ خریداری شد.[۱۲]

## دادخواست حقوقی
از سال ۱۹۸۴ (میلادی) ایران، در دادخواستی خواستار دریافت پول تانک‌های تحویل‌نشده به ارزش ۱۲۷ میلیون پوند استرلینگ شد. دیوان بین‌المللی داوری، دو بار در سال‌های ۱۹۹۰ و ۱۹۹۶، احکامی به نفع ایران صادر کرد. این دیوان از شرکت بریتانیایی «خدمات بین‌المللی نظامی» خواست تا پول باقی‌مانده ایران را بپردازد. همچنین در سال ۲۰۰۱ این دیوان اعلام کرد که شرکت خدمات بین‌المللی نظامی باید برای زیان ناشی از لغو این قرارداد، سود پول باقی‌مانده و هزینه‌های تیم وکالت ایران و بخش عمده هزینه‌های دیوان تجارت بین‌المللی را نیز بپردازد. در سال ۲۰۰۲ (میلادی) شرکت خدمات بین‌المللی ۱۲۷ میلیون دلار را به حساب یک صندوق ویژه زیر نظر دیوان عالی بریتانیا واریز کرد. ایران مدعی است که بریتانیا باید حدود ۵۰۰ میلیون دلار از اصل پول باقی‌مانده قرارداد و سود آنرا به ایران بپردازد.
شرکت «خدمات بین‌المللی نظامی» همواره با این استدلال که در عدم پرداخت پول، نقشی نداشته به احکام پرداخت زیان و سودهای این پول اعتراض کرده‌است. این شرکت می‌گوید که علت تأخیر در پرداخت‌ها، تحریم‌های ایران بوده و به‌طور مشخص وزارت دفاع ایران که طرف قرارداد است از سال ۲۰۰۸ در فهرست تحریم‌های اتحادیه اروپا قرار گرفته‌است. در ژوئیه ۲۰۱۹ دادگاه عالی بریتانیا حکم داد که به خاطر همین تحت تحریم بودن وزارت دفاع ایران، این شرکت نباید همه سود ناشی از مبلغی را که بابت فروش تانک به ایران دریافت کرده، به ایران پرداخت کند. بنا به یک تخمین، سود این پول، بین سال‌های ۲۰۰۸ تا ۲۰۱۸ (میلادی) نزدیک به ۱۹/۷ میلیون پوند است. ایران به این حکم، اعتراض کرد. در اکتبر ۲۰۱۹ دادگاهی در لندن درخواست تجدید نظر ایران را رد کرد.
دولت ایران از وزارت دارایی بریتانیا می‌خواهد به جای اینکه پول به حساب وزارت دفاع ایران که در تحریم اتحادیه اروپا است به بانک مرکزی ایران پرداخت شود. اما وزارت دارایی بریتانیا در انجام چنین خواسته‌ای تردید دارد.